# "BOMBERMAN HERO" Original Sound Track
『"BOMBERMAN HERO" Original Sound Track』（ボンバーマンヒーロー オリジナル・サウンドトラック）は、1998年6月1日に発売されたサウンドトラックCD。ボンバーマンシリーズのサウンドトラックCDの一つである。

## 概要
NINTENDO 64用ソフト『ボンバーマンヒーロー ミリアン王女を救え!』のBGMを収録したサウンドトラックCD。本CDには『ボンバーマンヒーロー』の楽曲の他に、本作の作曲を担当した竹間淳による楽曲『loom』が収録されている。

## 収録曲
1. foehn
作曲：竹間淳
2. supplement
作曲：竹間淳
3. redial
作曲：竹間淳
4. monogenic
作曲：竹間淳
5. oropharynx
作曲：竹間淳
6. cell
作曲：竹間淳
7. dessert
作曲：竹間淳
8. realtor
作曲：竹間淳
9. fatidic
作曲：竹間淳
10. wok
作曲：竹間淳
11. mimesis
作曲：竹間淳
12. tripod
作曲：竹間淳
13. spiral
作曲：竹間淳
14. landlord
作曲：竹間淳
15. zip
作曲：竹間淳
16. milky
作曲：竹間淳
17. beak
作曲：竹間淳
18. ooze
作曲：竹間淳
19. loom
作曲：竹間淳

（曲名：）

## スタッフ
- Composed,Arranged by Jun Chiki Chikuma（竹間淳）

- Produced by Toshiyuki Sasagawa（笹川敏幸）（HUDSON）,Mitsunobu Nakamura（中村光伸）（NTT Pub.）
- Director：Koji Fujimoto（NTT Pub.）

- A & R：Keisuke Mitsui（三井啓介）（HUDSON）
- Game Sound Operator：Hajime Ohara
- Promotor：Youichi Nakazawa（中沢洋一）（HUDSON）
- Character Design：Shoji Mizuno（水野祥司）（HUDSON）
- Art Director：Tadashi Shimada（Banana Studio）
- Design：Tadashi Shimada,Norie Kadokura（Banana Studio）
- Photography：Hiroshi Shibaizumi,Shoji Otake（Hand Made）

- Special Thanks：Naruhiro Matsumoto（松本成弘）（HUDSON）,Denki-Mirai Co.,Ltd（電気未来社）

- Extra Track "loom" **Composed,Arranged & Mixed by Jun Chiki Chikuma（竹間淳）
  - nai & keyboards performed by Chiki（竹間淳）
  - oud performed by Yoshiko Matsuda（松田嘉子）